# Isla Bastimentos
Bastimentos es el nombre de una isla y el corregimiento que abarca dicha isla, ubicado en el distrito de Bocas del Toro, en el archipiélago de Bocas del Toro, al noroeste del país centroamericano de Panamá. La isla es de aproximadamente 52 km², lo que la hace una de las más grandes del país.
El Parque nacional Isla Bastimentos abarca una gran parte de la isla Bastimentos, los cayos Zapatilla, además de las aguas y los manglares que rodean a la isla.
Se localiza al sur de la isla Colón, al este de isla Solarte e isla San Cristóbal y al norte de isla Popa, isla Cayo Agua y los cayos Zapatilla, en el mar Caribe.

## Demografía
En 2010 Bastimentos contaba con una población de 1 954 habitantes según datos del Instituto Nacional de Estadística y una extensión de 61 km² lo que equivale a una densidad de población de 31,4 habitantes por km².

### Razas y etnias
- 54,3 % Chibchas (Americanos)[4]
- 28,71 % Afropanameños[4]
- 16,99 % Mestizos